# Steve Clifford
Steven Gerald Clifford (ur. 28 maja 1961 w Lincoln) – amerykański trener koszykarski.
13 kwietnia 2018 został zwolniony ze stanowiska głównego trenera zespołu Charlotte Hornets. 30 maja objął stanowisko trenerskie w Orlando Magic. 5 czerwca 2021 został zwolniony.
24 czerwca 2022 ponownie został trenerem Charlotte Hornets.